# Fourah Bay College
Fourah Bay College (em tradução-livre para o português: Colégio Superior Baía Fourah ou Faculdade Baía Fourah) é uma universidade pública em Freetown, Serra Leoa, considerada a mais prestigiosa instituição do país.
Fundada em 18 de fevereiro de 1827, é considerada a mais antiga universidade em estilo ocidental construída na África Ocidental.

## História
A instituição foi fundada pela Sociedade Missionária da Igreja, em fevereiro de 1827, como uma escola missionária anglicana, contando com o apoio de Charles MacCarthy, então governador de Serra Leoa. O futuro bispo anglicano Samuel Ajayi Crowther foi o primeiro aluno a ser matriculado no Fourah Bay. O primeiro diretor da universidade foi o missionário afro-americano reverendo Edward Jones, da Carolina do Sul, Estados Unidos.
O governador William Fergusson lançou a pedra fundamental do edifício original do Fourah Bay College, iniciando-se a construção em 1845. A obra foi supervisionada por Edward Jones, o primeiro diretor da instituição. O edifício original do Fourah Bay College permaneceu em uso regular até a Segunda Guerra Mundial, quando instituição foi temporariamente transferida de Freetown para o interior da colônia.
O Fourah Bay College logo tornou-se polo de ensino para os crioulos da Serra Leoa e outros povos africanos em busca de ensino superior na África Ocidental Britânica. Entre eles estavam nigerianos, ganenses e marfinenses, todos buscando formação, especialmente nos campos da teologia e da educação. Mesmo sob o colonialismo, a Freetown do século XIX era conhecida como a "Atenas da África", devido ao grande número de excelentes instituições de ensino em todos os níveis.
Tornou-se filiada à Universidade de Durham em 1876 e manteve tal condição até 1967, quando o país tornou-se independente do Reino Unido.
Em 1972 tornou-se uma instituição orgânica da "Universidade da Serra Leoa", que funcionava como um sistema federativo universitário, com forte grau de autogestão para seus membros. Em 2005 tornou a ter autonomia, muito embora permaneça dentro do sistema federativo da Universidade da Serra Leoa.

## Pessoas notáveis
- Samuel Ajayi Crowther - alumnus - sacerdote, teólogo, linguista e ativista antiescravista;
- Ernest Bai Koroma - alumnus - economista e político, presidente da Serra Leoa;
- Milton Margai - alumnus - médico e político, primeiro-ministro da Serra Leoa;
- Lamina Sankoh - alumnus - educadora e política, fundadora dos movimentos de independência serra-leoneses;
- Davidson Nicol - ex-professor - acadêmico, diplomata, físico, escritor e poeta.